# Terell Smith
Terell Smith (Snellville, 27 luglio 1999) è un giocatore di football americano samoano americano che milita nel ruolo di cornerback per i Chicago Bears della National Football League (NFL).

## Carriera

### Chicago Bears
Al college Smith giocò a football a Minnesota. Fu scelto nel corso del quinto giro (165º assoluto) del Draft NFL 2023 dai Chicago Bears. Debuttò come professionista subentrando nella gara del primo turno contro i Green Bay Packers. Nella settimana 5 forzò il suo primo fumble contro i Washington Commanders. La sua prima stagione si chiuse con 49 tackle, 6 passaggi deviati, un fumble forzato e uno recuperato in 12 presenze, di cui 4 come titolare.